# Andreas Kaplan
Andreas Kaplan (München, Németország, 1977. október 5. –) a digitális átalakulás professzora, elsősorban a mesterséges intelligencia és a virtuális világok területén, valamint felsőoktatási szakértő. A Kühne Logisztikai Egyetem rektora.  Korábban az ESCP Business School rektora volt, amely a Sorbonne Alliance része. 

## Kutatás
Kutatásai a társadalom digitális átalakulásával foglalkoznak, különösen a mesterséges intelligencia és a közösségimédia-kommunikáció fejlődésével összefüggésben. A Stanford egyik tanulmánya Kaplant a világ legtöbbet idézett és legbefolyásosabb tudósainak csoportjába sorolja.  A Google Scholarban több mint 40000 alkalommal hivatkoznak Kaplanra.

## Karrier
Pályafutását a Sciences Po Paris és az ESSEC egyetemeken kezdte, majd az ESCP Business Schoolhoz csatlakozott, ahol rektori kinevezést kapott. Jelenleg a Kühne Logisztikai Egyetem rektora. Kaplan az Európai Digitális Versenyképességi Központ alapító tagja, és a Kozminski Egyetem vezetői oktatási tanácsadó testületének tagja.

## Tanulmányok
A Sorbonne Egyetemen habilitált, PhD fokozatát a Kölni Egyetemen és a HEC Paris egyetemen szerezte. Az École Nationale d'Administration egyetemen szerzett MPA-t, a ThePower Business Schoolban MBA-t, az ESCP-n MSc diplomát, a müncheni Ludwig Maximilians Egyetemen pedig BSc diplomát. 

## Kiadványok
- Kaplan, Andreas. Business Schools post-Covid-19: A Blueprint for Survival. UK: Taylor & Francis (2023). ISBN 9781032381046
- Kaplan, Andreas (2022). Artificial Intelligence, Business and Civilization: Our Fate Made in Machines. United Kingdom: Routledge. ISBN 9781032155319.
- Kaplan, Andreas (2022). Digital Transformation and Disruption of Higher Education. United Kingdom: Cambridge University Press. ISBN 9781108838900.
- Kaplan, Andreas (2021). Higher Education at the Crossroads of Disruption: The University of the 21st Century, Great Debates in Higher Education. United Kingdom: Emerald Publishing. ISBN 9781800715042.
- Kaplan Andreas (October 2015) European business and management. Sage Publications Ltd., London. ISBN 9781473925144